# Houesville
Houesville ist eine Ortschaft und eine Commune déléguée in der französischen Gemeinde Carentan-les-Marais mit 246 Einwohnern (Stand: 1. Januar 2022) im Département Manche in der Region Normandie.
Mit Wirkung vom 1. Januar 2016 wurden die früheren Gemeinden Angoville-au-Plain, Carentan, Houesville und Saint-Côme-du-Mont zur Commune nouvelle Carentan-les-Marais zusammengelegt. Die Gemeinde Houesville gehörte zum Arrondissement Saint-Lô.

## Geografie
Houesville liegt im Südosten der Halbinsel Cotentin, elf Kilometer südwestlich von Utah Beach zwischen Blosville im Norden und Saint-Côme-du-Mont im Südosten und sechseinhalb Kilometer nordwestlich von Carentan im Regionalen Naturpark Marais du Cotentin et du Bessin an der N13. Die Douve fließt durch das Gebiet.

## Sehenswürdigkeiten
Das Schloss von le Vivier wurde im 18. Jahrhundert erbaut, im 19. Jahrhundert wurden Pavillons hinzugefügt. Es befindet sich im Privatbesitz.
Die Kirche Saint-Gilles ist dem heiligen Ägidius (640–720) geweiht. Sie gehört zum Bistum Coutances und wurde im 15. Jahrhundert erbaut. Das westliche Eingangsportal wurde 1791 neu gestaltet, das Dachgewölbe wurde um 1879 erneuert. In der Kirche befindet sich ein Altar, Antependium und Tabernakel aus dem 18. und 19. Jahrhundert, die 1978 als Gruppe als Monument historique (historisches Denkmal) klassifiziert wurden. An der Kirche liegt ein alter protestantischer Friedhof aus der Zeit der Hugenottenkriege (1562–1598).
Durch Houesville führt der „Weg der Freiheit“ (Voie de la Liberté), der mit einer Reihe von Marksteinen gekennzeichnet ist. Er verläuft von Sainte-Mère-Église über  Utah Beach nach Bastogne in Belgien und erinnert an die Befreiung Frankreichs, Luxemburgs und Belgiens durch die alliierte Invasion in der Normandie am Ende des Zweiten Weltkriegs. Er folgt dem Verlauf des Vormarschs von General George S. Patton  und der 3. US-Armee und ist über 1000 Kilometer lang.

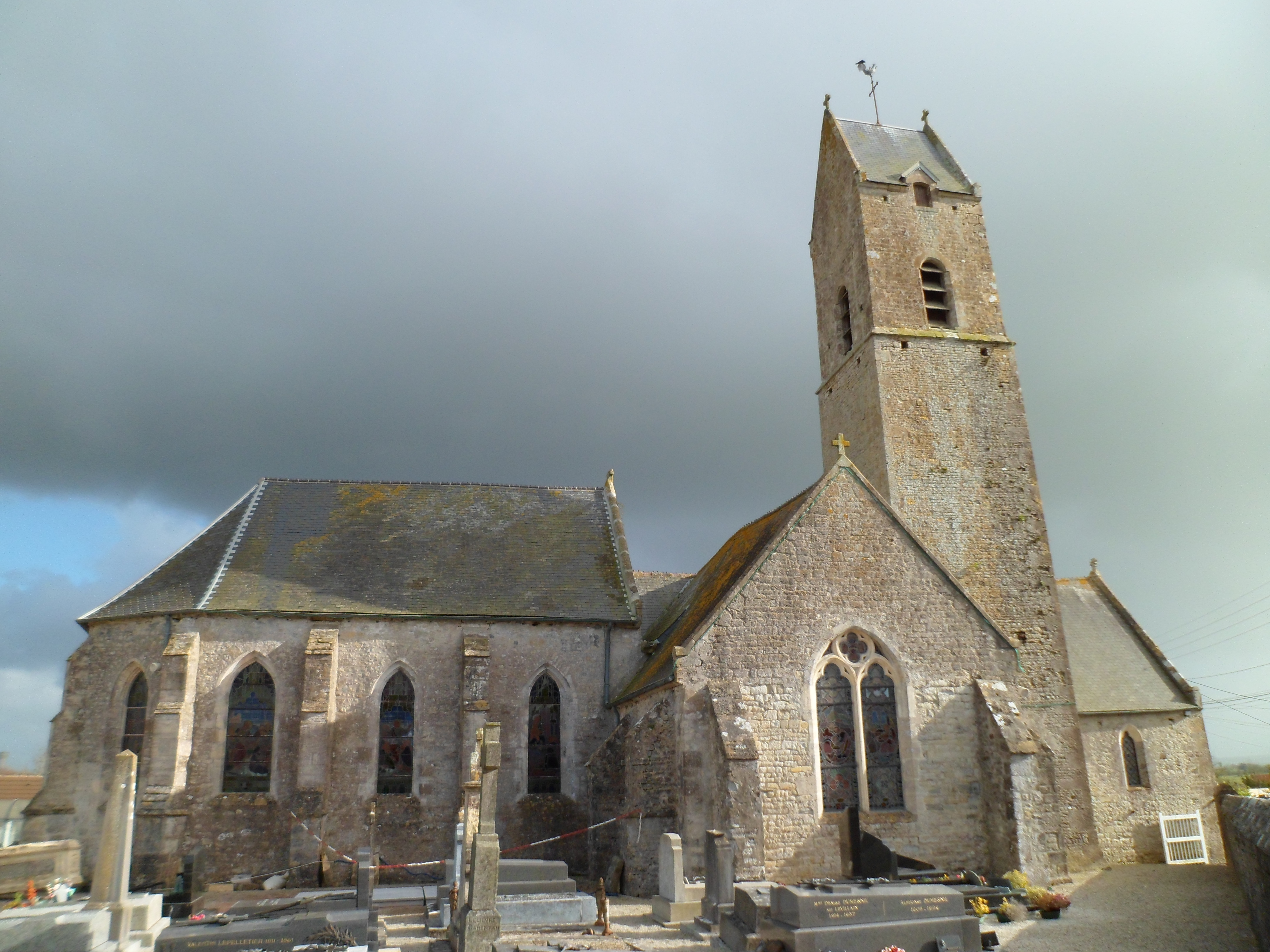
Kirche Saint-Gilles
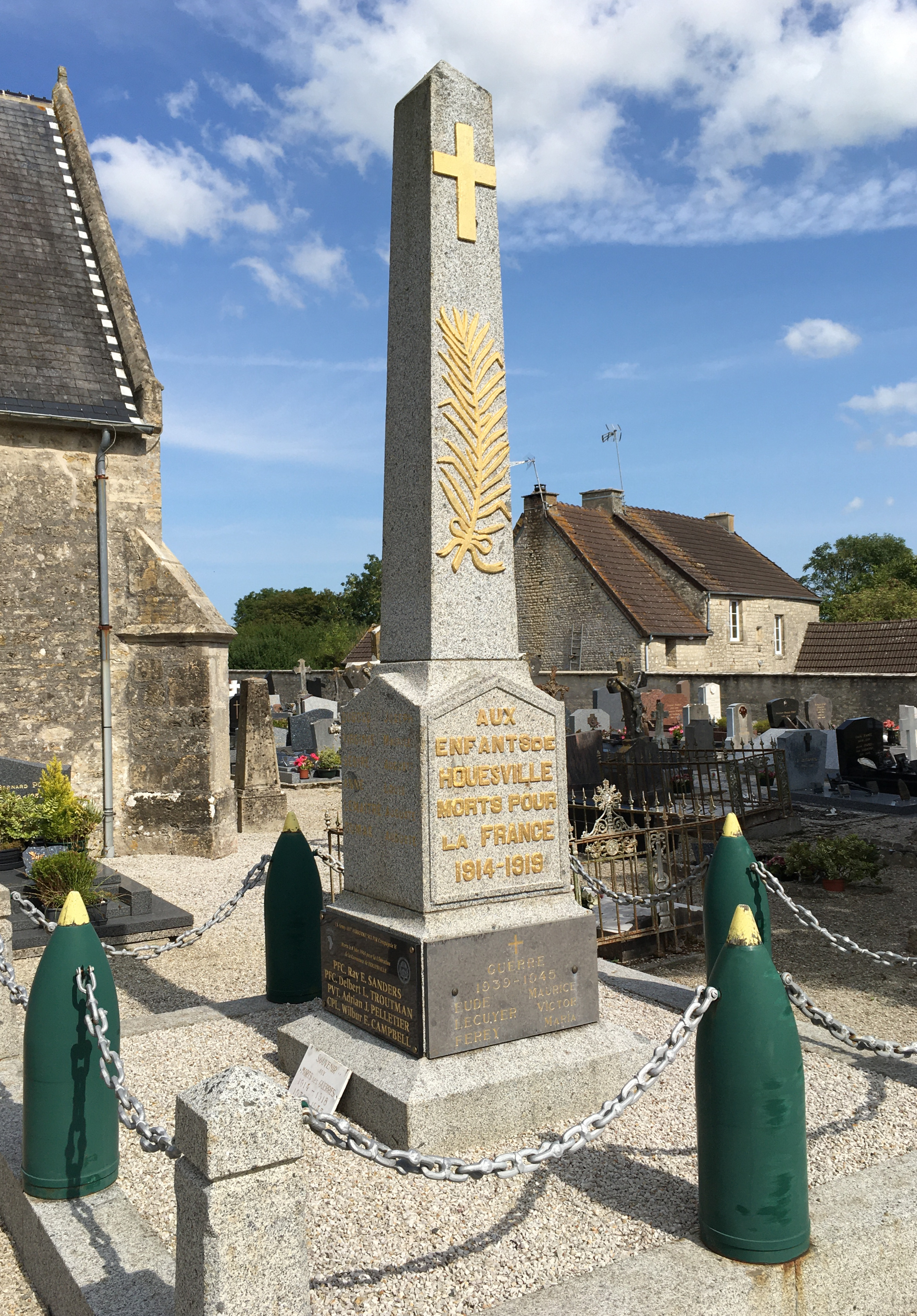
Gefallenendenkmal

## Wirtschaft
Haupterwerbszweige sind die Zucht von Rindern und Pferden.

## Belege
1. ↑  Houesville in der Base Mérimée (französisch),  abgerufen am 28. Oktober 2009.
2. ↑  Houesville in der Base Palissy des Ministère de la culture (französisch) Abgerufen am 28. Oktober 2009.
3. ↑  Houesville im Webangebot der CC Sainte-Mère-Église (Memento des Originals vom 29. April 2009 im Internet Archive)  Info: Der Archivlink wurde automatisch eingesetzt und noch nicht geprüft. Bitte prüfe Original- und Archivlink gemäß Anleitung und entferne dann diesen Hinweis. (französisch) Abgerufen am 28. Oktober 2009.
4. ↑  La Voie de la Liberté – Colonel e.r. G. Spoiden (Memento des Originals vom 16. April 2009 im Internet Archive)  Info: Der Archivlink wurde automatisch eingesetzt und noch nicht geprüft. Bitte prüfe Original- und Archivlink gemäß Anleitung und entferne dann diesen Hinweis. (französisch) Abgerufen am 28. Oktober 2009.
5. ↑  Culture et production animale, chasse et services annexes à Houesville auf annuaire-mairie.fr (französisch) Abgerufen am 15. März 2015.